# O Olho Mágico do Amor
O Olho Mágico do Amor é um filme brasileiro de 1982, dirigido por José Antônio Garcia e Ícaro Martins.

## Sinopse
Carla Camurati é uma jovem em São Paulo em busca de emprego. Após várias tentativas, acaba conseguindo uma vaga como secretária em um escritório, no centro antigo da cidade. Seu patrão, Sérgio Mamberti lhe confia as chaves do recinto e todas as tarefas do dia. O serviço parece enfadonho, até ela descobrir que sua sala fica ao lado de um prostíbulo, onde trabalha a prostituta vivida por Tânia Alves. Através de um olho mágico improvisado, que dá título ao filme, ela observa os encontros amorosos e sexuais na casa vizinha o que lhe atiça as mais profundas fantasias.

## Elenco
- Carla Camurati ...Vera Maria Gatta
- Tânia Alves ...Penélope
- Sérgio Mamberti ...Prolíxenes
- Ênio Gonçalves ...Átila
- Tito Alencastro ...Nelson
- Arrigo Barnabé ...Office-boy
- Leonor Lambertini
- Jorge Mautner
- Hércules Barbosa
- Walter Casagrande
- Luiz Felipe
- Luis Roberto Galizia
- Maria Helena
- Ismael Ivo
- Nelson Jacobina

## Prêmios e Indicações
| Ano  | Premiação                     | Categoria                | Recipiente      | Resultado | Ref.  |
| ---- | ----------------------------- | ------------------------ | --------------- | --------- | ----- |
| 1982 | Festival de Cinema de Gramado | Melhor Atriz Coadjuvante | Carla Camuratti | Venceu    | [ 3 ] |
| 1982 | Prêmio Governador do Estado   | Melhor Atriz Coadjuvante | Carla Camuratti | Venceu    | [ 1 ] |